# Centro Sportivo Aeronautica Militare
Il Centro Sportivo Aeronautica Militare è una società polisportiva facente capo all'Aeronautica Militare Italiana.
Il centro sportivo ha sede a Vigna di Valle, frazione di Bracciano (Città metropolitana di Roma), a circa 30 km a nord-ovest del centro di Roma. Il colore del club è azzurro. Già negli anni 1950, gli sportivi dell'Aeronautica Militare gareggiavano sotto l'acronimo MDA Roma, sotto l'egida dell'allora ancora parzialmente indipendente Ministero dell'aeronautica, poi accorpato al Ministero della difesa. Numerosi atleti del C.S. Aeronautica hanno vinto medaglie ai Giochi olimpici.

## Storia

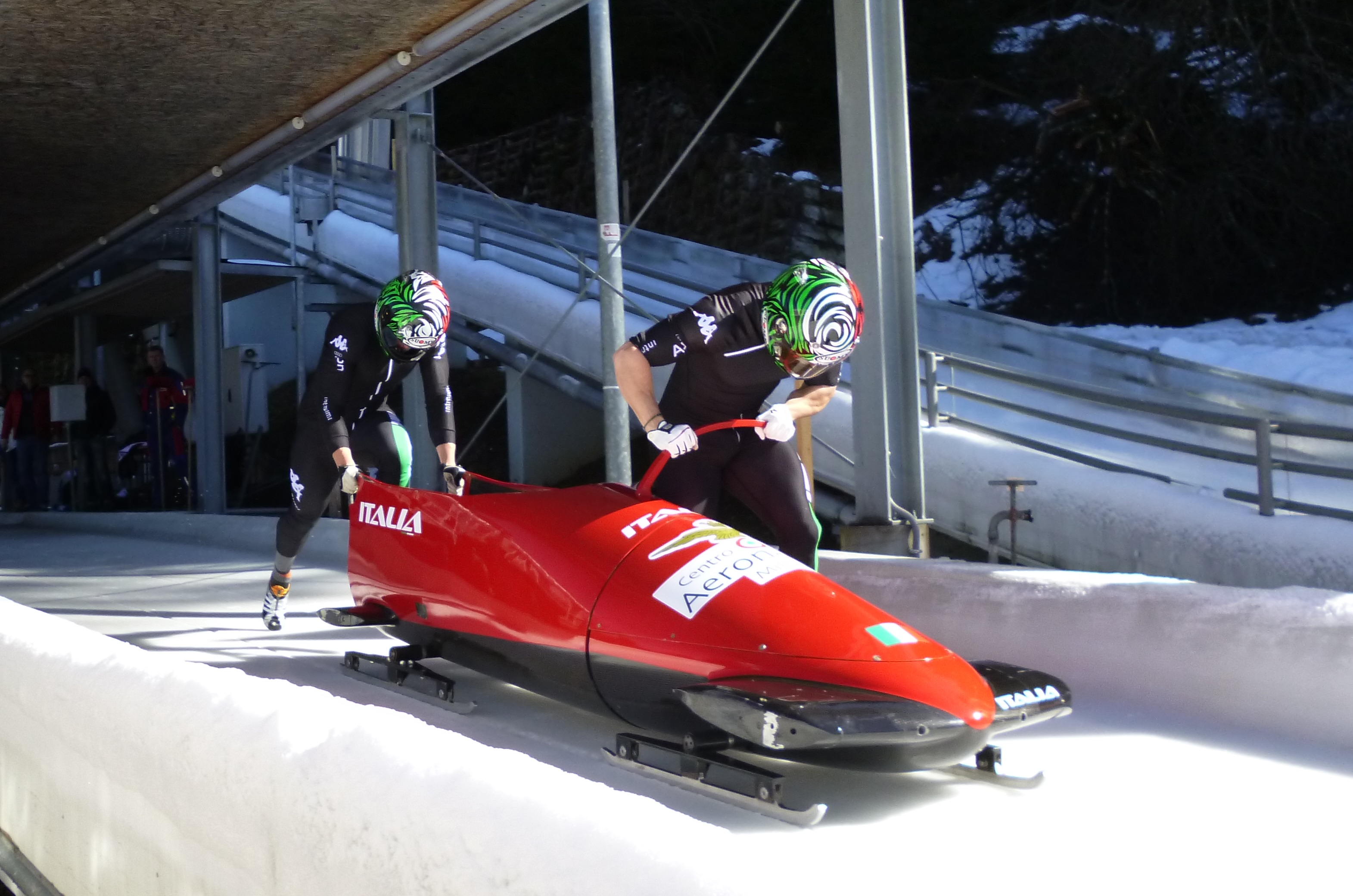
Bobbisti del C.S. Aeronautica Militare

Nel 1964, lo Stato italiano decise di professionalizzare le attività sportive nell'ambito militare e della polizia, fondando il Centro nello stesso anno. Il nuovo centro sportivo è stato realizzato su un ex campo d'aviazione di Vigna di Valle, sulle rive del lago di Bracciano, e messo a disposizione degli sportivi dell'aviazione militare che ancora operavano con il nome di MDA Roma. Sul vecchio campo d'aviazione è stato costruito un campo in erba naturale per l'hockey su prato con una pista di atletica. Il grande hangar è diventato una palestra per la pallacanestro. Le prime discipline sportive assegnate dal Ministero della Difesa comprendevano il bob, l'hockey su prato e il pattinaggio a rotelle.
Negli anni 1980, il centro sportivo è stato ulteriormente ampliato e modernizzato. Il C.S. Aeronautica aveva due obiettivi: continuare a promuovere gli atleti competitivi che avevano completato il servizio militare e offrire sport ricreativi a tutto il personale dell'Aeronautica Militare.
Fino al 2000, la promozione degli sport agonistici fu incentrata sulla scherma, l'atletica, la pallacanestro, la vela e l'equitazione. Da allora, altri sport si sono aggiunti successivamente: pallavolo (2001), ginnastica (2003), tiro con l'arco (2006), tennistavolo (2007), tiro a segno e beach volley (2009).
23 atleti del C.S. Aeronautica hanno partecipato ai Giochi Olimpici 2016 a Rio.
Lo sport ricreativo è ora passato in secondo piano a favore dello sport agonistico.

## Principali sportivi

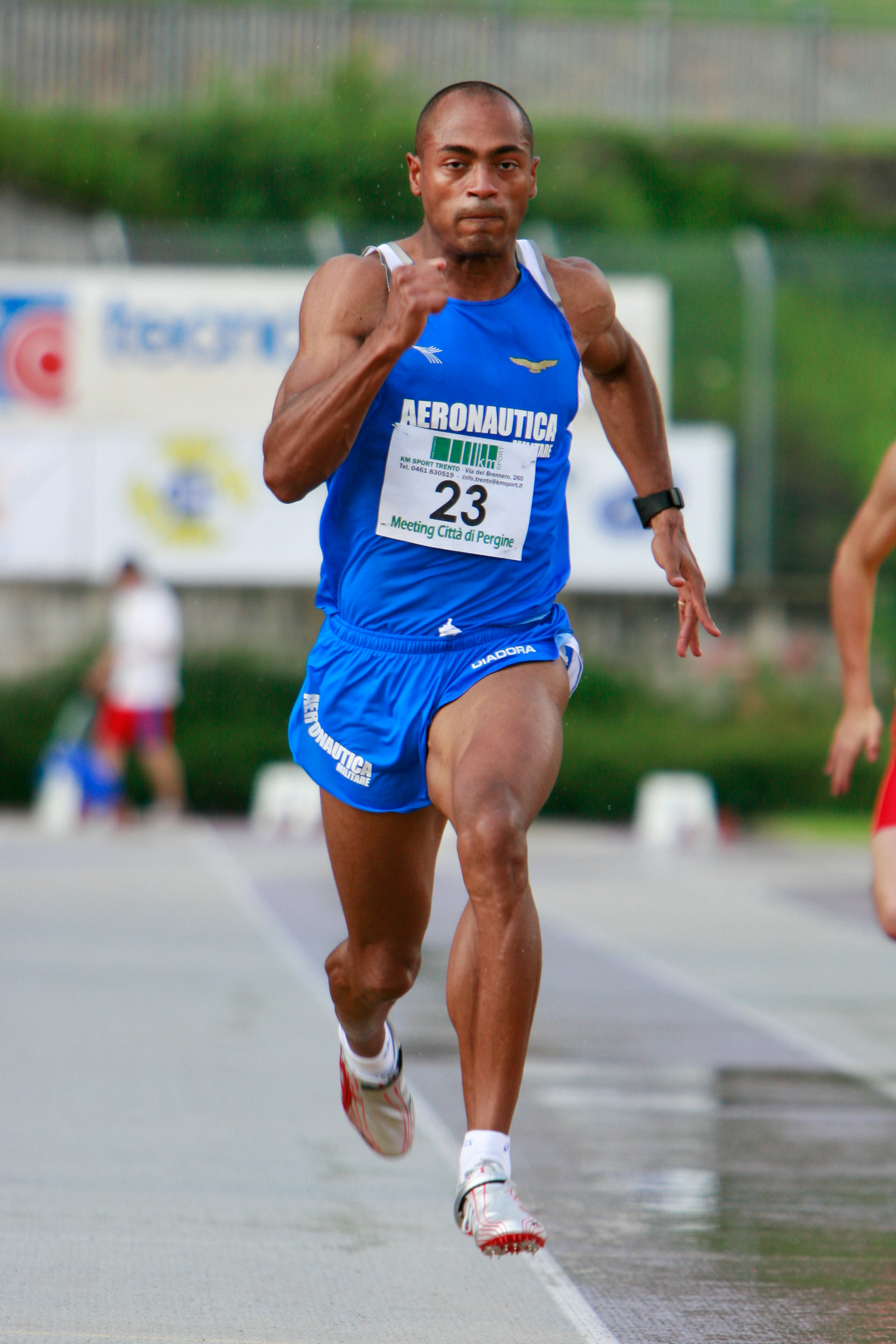
L'atleta Jacques Riparelli con i colori del C.S. Aeronautica.

Vengono praticate diverse discipline: scherma, pattinaggio, canoa, tiro con l'arco, pattinaggio su ghiaccio, vela.
In atletica leggera sono diversi gli atleti di punta appartenenti a questo corpo sportivo. In particolare nel 2011 si è messa in luce la staffetta 4×100 metri con il tempo di 39"37 stabilito in Coppa Italia, con i seguenti quattro velocisti:
- Emanuele Di Gregorio
- Michael Tumi
- Jacques Riparelli
- Marco Torrieri

Da settembre 2018 è entrata a far parte del gruppo sportivo, l'atleta della Nazionale Italiana di ginnastica ritmica Alexandra Agiurgiuculese.

## Hockey su prato
Tra il 1962 e il 1971, la squadra di hockey (che giocava in maglie bianche con strisce diagonali blu e rosse e pantaloni bianchi), divenne sette volte campione italiano con il nome di MDA Roma. Nella classifica del maggior numero di titoli nazionali di hockey su prato, la MDA Roma è al terzo posto dietro ai campioni S.G. Amsicora di Cagliari (23 campionati) e HC Genova (9 campionati). Ad oggi, l'MDA Roma è il club italiano di maggior successo sulla scena internazionale: nelle quattro partecipazioni alla EuroHockey Club Champions Cup, il club ha raggiunto la finale due volte. Alla première della competizione nel 1969 al Wellington RTHC di Bruxelles, la squadra ha perso la finale 0:1 contro il campione spagnolo Club Egara. Due anni dopo, la MDA ospitò a Roma il Torneo di Coppa Europa e in finale, davanti a 10.000 spettatori nel Velodromo Olimpico, perse solo contro i campioni tedeschi della SC Francoforte 1880. Nel 1971, la squadra fu premiata con la Medaglia al Merito del Ministero della Difesa per i suoi successi nazionali e internazionali. Tuttavia, la squadra fu sciolta e divisa tra l'HC Napoli e il Levante Assicurazioni. La maggior parte dei giocatori divenne campione d'Italia con il Napoli nel 1973 e 1974.

### Palmarès
- Scudetto: 7

1962, 1963, 1966, 1968, 1969, 1970, 1971